# Torii Kiyotsune
Torii Kiyotsune (鳥居 清経), actif vers le milieu du XVIIIe siècle) est un artiste japonais d'estampes ukiyo-e de l'école  Torii.

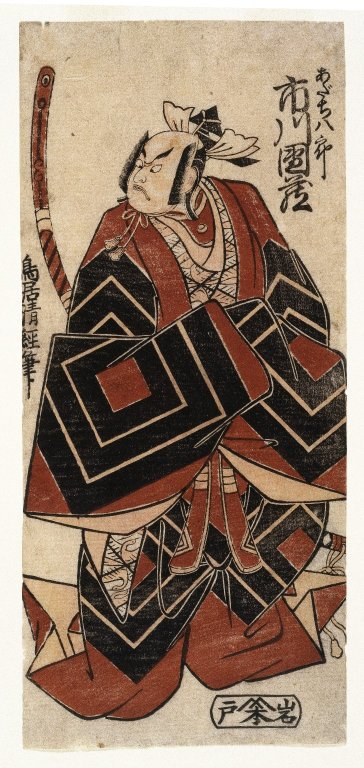
L'acteur Ichikawa Danzo dans la pièce Shibaraku, milieu du XVIIIe siècle.

Les dates de naissance et de décès de Kiyotsune sont inconnues. Son nom personnel était Daijirō et il aurait été le fils de l'éditeur Nakajimaya Isaemon (中島屋 伊左衛門). L’œuvre de Kiyotsune s'étale de la fin de l'ère Hōreki (1751-1764) à la fin de l'ère An'ei (1772-1781), une période de grande productivité de l'école Torii. Kiyotsune a réalisé des portraits yakusha-e d'acteurs de kabuki aux lignes arrondies, dans un style créé par Torii Kiyonobu II et Torii Kiyomasu II,.